# Nguyễn Thị Hồng Hà (Hà Nội)
Nguyễn Thị Hồng Hà (sinh ngày 28 tháng 6 năm 1959) là một nữ chính trị gia người Việt Nam. Bà từng là đại biểu quốc hội Việt Nam khoá XII, XIII thuộc đoàn TP Hà Nội. Khi trúng cử khoá 13 thì bà là Thành ủy viên, Phó Trưởng đoàn chuyên trách Đoàn Đại biểu Quốc hội thành phố Hà Nội khóa XII. Bà trúng cử với tỷ lệ phiếu là 71,31 phần trăm.

## Tiểu sử
Dân tộc: Kinh
Tôn giáo: Không
Quê quán: Phường Cầu Dền, quận Hai Bà Trưng, TP Hà Nội
Trình độ chính trị: Cử nhân chính trị
Trình độ chuyên môn: Thạc sĩ Lịch sử Việt Nam, Cử nhân Bảo tàng học
Nghề nghiệp, chức vụ: Thành ủy viên; Phó Trưởng đoàn chuyên trách Đoàn ĐBQH khóa XIII thành phố Hà Nội; Ủy viên Uỷ ban Về các vấn đề xã hội của Quốc hội; Ủy viên ban thường trực Nhóm nữ ĐBQH Việt Nam khóa XIII, thành viên nhóm Nghị sĩ hữu nghị Việt Nam - Nhật Bản
Nơi làm việc: Văn phòng Đoàn Đại biểu Quốc hội và HĐND thành phố Hà Nội
Ngày vào đảng: 15/6/1987
Nơi ứng cử: TP Hà Nội
Đại biểu Quốc hội khoá: XII,XIII
Đại biểu chuyên trách: Địa phương
Đại biểu Hội đồng nhân dân: Không